# سينك
لورا غروسينكين (مواليد 30 أبريل 1990) ، والمعروفة أيضًا باسم سينك، هي مغنية وكاتبة أغاني بلجيكية. مثلت بلجيكا في مسابقة الأغنية الأوروبية 2018 بأغنية مسألة وقت ، لكنها لم تصل إلى النهائي، قام جروسينكين بتأليف موسيقى لفرقة البوب روك البلجيكية ، هوفرفونيك مع أليكس كاليير.